# مهر غرد
مهر غرد هي قرية في مقاطعة سميرم، إيران. يقدر عدد سكانها بـ 1020 نسمة بحسب إحصاء 2016.